# الحروب البرتغالية الصفوية
الحروب البرتغالية الصفوية هي سلسلة من النزاعات بدأت في سنة 1507م عندما دخلت أساطيل الإمبراطورية البرتغالية الخليج العربي واحتلت مملكة هرمز التي كانت تدفع الجزية للدولة الصفوية، وبسبب حروبهم مع العثمانيين لم يتمكن الصفويون من فعل شيء. فأحكمت البرتغال سيطرتها على هرمز لمدة تزيد عن مئة عام وعلى البحرين لمدة تزيد عن 80 عام، كما سيطرت على بعض الجزر والموانئ الأخرى مثل قشم وبندر عباس. إلا أن النزاع العسكري بينهما بدأ مع تولي الشاه عبّاس الأول حكم بلاد فارس 996هـ/1587م-1038هـ/1629م، الذي يعد أحد أقوى سلاطين السلالة الصفوية، حيث تمكن من تقوية الجيش الصفوي ومن ثم احتل البحرين وما أعقب ذلك من تحرير هرمز وإنهاء الوجود البرتغالي على السواحل الفارسية.
وصل البرتغالي ألفونسو دي ألبوكيرك إلى جزيرة هرمز في شهر سبتمبر 1507م. احتلت البرتغال مملكة هرمز من سنة 1515م حتى 1622م. وشاركت مملكة هرمز كونها مستعمرة برتغالية في غزو البحرين 1521م الذي أنهى حكم الدولة الجبرية على تلك الجزيرة .
وفي 1622م سيطر الصفويون على هرمز بمساعدة الإنجليز، وحاولوا طرد البرتغاليين من باقي أراضي الخليج، باستثناء خليج عمان. تحالف البرتغاليون في العقود اللاحقة مع أفراسياب باشا البصرة، ضد الفرس الذين فشلوا أكثر من مرة في السيطرة على البصرة. وبعد أن استولى الشاه عباس الأكبر على بغداد سنة 1624م استعان حاكم البصرة العثماني بالبرتغاليين خوفًا من أن يصل الفرس إلى مقاطعته. وفعلا ظهرت 5 سفن برتغالية في شط العرب للمساهمة في الدفاع عن البصرة ضدهم. وبعدها بقي البرتغاليون في المدينة والمنطقة تجارًا وجيش تحالف حامي.

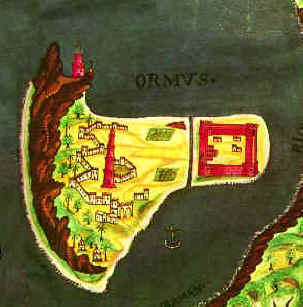
خريطة برتغالية لهرمز، من القرن السابع عشر.

## السيطرة البرتغالية على هرمز
كانت السيطرة البرتغالية على هرمز نتيجة لخطة ملك البرتغال مانويل الأول التي هدفت إلى عرقلة التجارة الإسلامية في المحيط الهندي عبر السيطرة على عدن لإيقاف التجارة عبر الإسكندرية، والسيطرة على هرمز لإيقاف التجارة عبر بيروت، والسيطرة على ملقا للتحكم بالتجارة مع الصين. أرسل أسطول بولاية تريستان دا كونا للسيطرة على الحصن في سقطرى بهدف التحكم بمدخل البحر الأحمر. تم ذلك في عام 1507م وانطلق بعدها الجزء الرئيسي من الأسطول تجاه الهند، مع بقاء بعض السفن تحت حكم ألبوكيرك. لكن تلك الرحلة الطويلة أفقدت ألبوكيرك العديد من الرجال بسبب المرض، واحتياج سفنه ومعداته إلى إصلاحات، وقد استنفدت إمداداته الغذائية تقريبًا. أثبتت سقطرى أنها أفقر وأبعد بكثير مما توقعه البرتغاليون. لهذا السبب أبحر أفونسو دي ألبوكيرك في 10 أغسطس إلى مضيق هرمز، حيث يأمل بالحصول على الإمدادات بأي وسيلة ضرورية، وتنفيذ تعليماته السرية لإخضاع هرمز. ووصل الأسطول البرتغالي إلى ميناء هرمز مساء يوم 26 سبتمبر 1507. فقد سببت أخبار الغزو البرتغالي على عمان بقلق كبير داخل المدينة. في البداية خشي البرتغاليون من نتائج المواجهة، وزاد من خوفهم أكثر ضخامة المدينة وعدد الجنود الذين تجمعوا على الشاطئ إلى جانب السفن الكثيرة المسلحة الراسية على الشاطئ.
لم يكن الملك الصغير سيف الدين البالغ من العمر اثني عشر عامًا يحكم هرمز، بل كان يحكمها وزيرها القوي الخصي البنغالي خواجة عطار، الذي أثبت عدم خوفه من الأسطول الصغير نسبيًا. وقد راسل الشاه إسماعيل الصفوي يلتمس منه العون والمساعدة، ولكن الشاه لم يكن في وضع يسمح له بمساعدتهم، إذ بدأ صراعه ضد السلطان سليم الأول العثماني، وكانت جيوشه ضد العثمانيين في الشمال الغربي من فارس تمنع إرسال أي قوة إلى هرمز. بالإضافة إلى أنه لم يعر حملة البوكيرك اهتمامًا كبيرًا إذ كان يعتقد أنها نوع من المناوشات التي تتلاشى بسرعة، لذلك لم يفعل أكثر من تهدئة رسول سيف الدولة ملك هرمز مؤكدًا له اهتمامه الشديد بشؤون الدولة وعدم سماحه لأي مغير بأن يعبث بوحدة الأراضي الفارسية.
بعد قتال شرس استولى البرتغاليون أو أحرقوا معظم السفن الموجودة واحدًا تلو الآخر. وأخيرًا نزل البرتغاليون بالقرب من أحواض بناء السفن وبدأوا في إشعال النار في ضواحي هرمز. خوفا من هجوم دموي من قبل البرتغاليين رفع الوزير خوجة عطار علمًا أبيض فوق القصر الملكي مُعلنًا الاستسلام. فأجبر ألبوكيرك على إخضاع شاه هرمز لملك البرتغال، ونال تفويض لبناء حصن باستخدام العمالة المحلية. بدأ بناء الحصن في 24 أكتوبر عام 1507م، وخطط في البداية لإبقاءه تحت الحماية العسكرية، لكنه لم يتمكن من الحفاظ عليه نتيجة للمقاومة المحلية ولانشقاق العديد من قباطنته البرتغاليين إلى الهند.
كانت هرمز دولة تابعة لبلاد فارس، لذلك بعد أيام وصلها مبعوثان من الشاه إسماعيل يطالبان بالجزية السنوية، فأرسل سيف الدين إلى البوكيرك مالذي يفعله، فرد البوكيرك: أن هرمز أصبحت تابعة لملك البرتغال عن طريق الحرب. فطلب المبعوثان الفارسيان من البوكيرك بدفع الجزية لقاء بقائهم في الجزيرة. فجاء رد ألبوكيرك بأن الجزية الوحيدة التي سيحصل عليها الصفويون وملكهم هي: قذائف المدافع ورصاص البنادق، وهنا بدأ النزاع بين البرتغاليين والصفويين.،

## احتلال البرتغاليين للبحرين

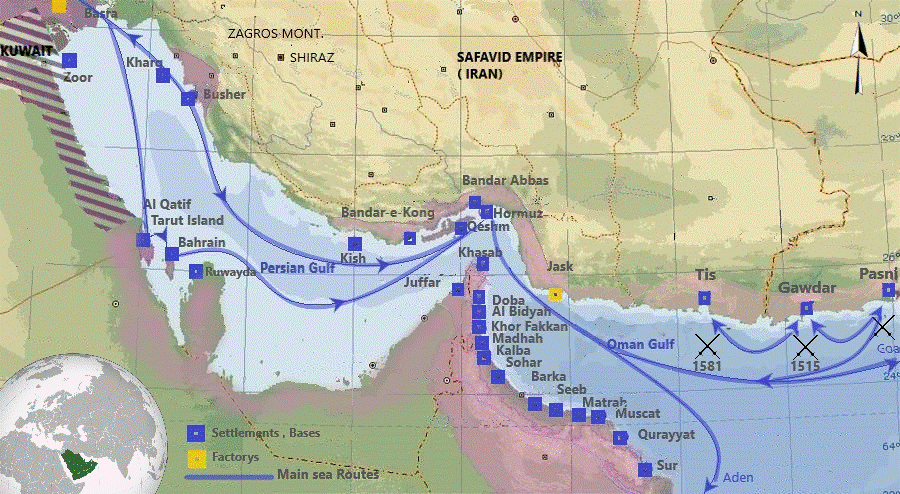
الحضور البرتغالي في الخليج العربي (1507–1750)

كان أمراء الجبور يدفعون ضريبة سنوية لهرمز مقابل تملكهم البحرين حسب اتفاقية بينهما منذ أيام الأمير الأجود بن زامل، ولكنهم استغلوا احتلال البرتغال الثاني لهرمز سنة 1515م فرفضوا تسديد الضرائب، فانكشف العجز المالي للخزينة الهرمزية. فلجأ الهرامزة إلى البرتغاليين يحرضونهم على غزو البحرين والقطيف لاستعادتها واسترجاع الضرائب المتأخرة لفائدة الطرفين الهرمزي والبرتغالي، وتنفيذا لبنود الاتفاق بينهما يلزم البرتغال بالدفاع عن مملكة هرمز وممتلكاتها ضد أعدائها. فبدأ الاستعداد لعمل عسكري يعتمد على التفوق البحري.
الحملة الأولى على البحرين 1520
في 926هـ/ سبتمبر 1520م استغل البرتغاليون فرصة غياب الأمير مقرن الجبري إلى الحج لغزو جزر البحرين بالاتفاق مع ملك هرمز «توران شاه»، فحشدوا في هرمز قوات كبيرة جندوها من سواحل الخليج الأخرى، ويدعمها الأسطول البرتغالي بقيادة «جومز ديسوتا مايور». وقوام الأسطول ثلاث سفن برتغالية كبيرة بمدافعها ومعها مئة وعشرين بحارًا، وأربعين سفينة ذات مجاديف لملك هرمز وعليها 1200 جندي وبعض الفرسان. فواجه هذا الهجوم الشيخ حميد ابن أخت الأمير مقرن ومعه أهل البحرين، فقاد ضدها مقاومة شديدة، وعطل نزول الجنود إلى البر. كما أدى هبوب الرياح والعواصف غير المتوقعة إلى تشتيت السفن الصغيرة للإنزال الأولي. وعلى الرغم من أن القائد سوتا مايور انتظر حوالي 13 يومًا في البحر قبالة سواحل البحرين وصول النجدة ولكنها لم تصل إليه، فاضطر للعودة إلى هرمز. ففشلت الحملة البرتغالية الأولى من تحقيق أهدافها.
الحملة الثانية على البحرين 1521

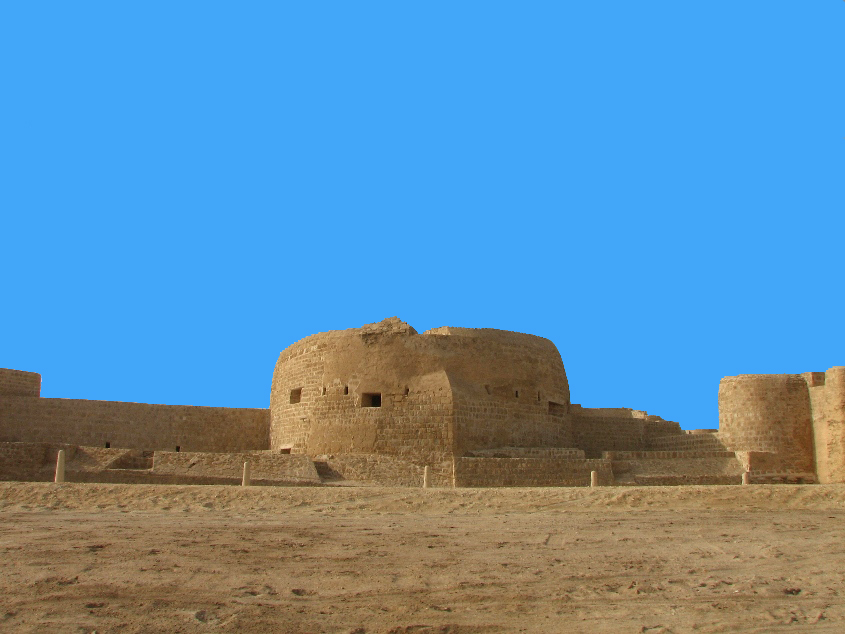
قلعة البحرين

أصدر الحاكم البرتغالي العام في الهند ديوغو لوبيز دي سيكويرا أوامره باحتلال البحرين وإعادة ضمها إلى مملكة هرمز، وكلف ابن أخيه أنطونيو كوريا بقيادة الحملة. فحرص كوريا على أن تكون حملة هذه السنة أقوى من التي سبقتها. فجهز سبع سفن برتغالية كبيرة بمدفعيتها، بها 400 محارب برتغالي.، وأعد الهرمزيون 200 مركب صغير عليها 3000 محارب من الفرس والعرب التابعين لأمير هرمز، بقيادة الرايس شرف الدين. فوصلت الحملة البحرين يوم 27 يوليو.
عندما وصله خبر الاستعداد البرتغالي لغزو البحرين عاد الأمير مقرن بن زامل إلى بلاده بعد الحج بسرعة لعمل التحصينات اللازمة لمواجهة تلك الحملة. وجهز مقرن -حسب المصادر البرتغالية- أكثر من 11,000 مقاتل مزودين بمختلف الأسلحة، و300 فارس و400 من رماة السهام و20 تركيًا من حملة البنادق (التفنكجية).
وفي يوم 27 يوليو 1521 هاجمت القوات البرتغالية سور القلعة بعد أن ظلوا يدكونه بالمدافع عدة أيام. وخوفا من خيانة جنود هرمز فقد أمرهم أنطونيو كوريا بأن يبقوا في المراكب قريبًا من الساحل إلى أن يرسل إليهم إشارة النزول. وبما أن المعركة جرت في حر الصيف الساخن واستمرت لأكثر من يوم، وكانت تتوقف أحيانًا بسبب شدة الحرارة، ثم يعاود الطرفان الهجوم والهجوم المضاد. فبدأ الجنود الإحساس بالسأم والتعب، وازداد اضطرابهم بعد جرح قائدهم أنطونيو كوريا، ولكن ظهرت مفاجأة وهي مقتل الأمير مقرن الذي كان له وقع الصاعقة، فانهارت معنويات جيشه، وارتفعت معنويات البرتغاليون المنهارة، خاصة بعد فرار العديد من جنود الجيش الجبوري من أرض المعركة. فاستتب أمر البحرين للبرتغاليين وبدا حكمهم فيها إلى سنة 1602م.

## الهجوم الصفوي ضد المراكز البرتغالية
لم تكن الدولة الصفوية التي سلمت للبرتغال موطئ قدم في الخليج بعد اتفاقية هرمز سنة 1515 في وضع يسمح لها بالمواجهة. والسبب في ذلك يعود إلى أنها قد خرجت منهكة القوى بعد هزيمتها أمام العثمانيين في معركة جالديران ودخولهم تبريز عاصمة الدولة الصفوية، ومن ثم لم تكن راغبة في الدخول في مجابهة مع البرتغاليين قد تسفر عن هزيمة أخرى لاتقدر عليها ولا تطيق تحملها. لذا رغبت في تجميد صراعها مع البرتغاليين إلى وقت آخر لكي تتفرغ للعثمانيين. فإذا ما انتصرت عليهم يصبح في إمكانها التفرغ للبرتغاليين لإخراجهم من مراكزهم التي أقاموها على سواحل بلادهم بالخليج.
فبقيت الأمور هادئة بينها وبين البرتغاليين طوال القرن ال 16 إلى أن تولى الشاه عبّاس الأول حكم بلاد فارس 996هـ/1587م-1038هـ/1629م، الذي تمكن من تقوية جيشه، فظهر أن النزاع العسكري بينهما قد بدأ.

### احتلال البحرين
بعد وفاة حاكم البحرين ركن الدين محمود شاه سنة 1600 وفراغ السلطة فيها، أرسل حاكم هرمز فيروز شاه حاكمًا جديدا على البحرين واسمه ركن الدين مسعود فالي. وبعد أن تسلم الحاكم الجديد زمام الأمور شعر بأن القوات البرتغالية والتجار البرتغاليون هناك يتدخلون في كل الأمور ففكر في التخلص منهم والاستقلال بحكم البحرين، فأوفد شخصًا اسمه معين الدين فالي إلى حاكم منطقة فارس اللهوردي خان [الإنجليزية] أو «الله وردي خان» 1595-1614 طالبًا منه المساعدة في التخلص من النفوذ البرتغالي-الهرمزي في البحرين. وقد وافق هذا الحاكم بعد مشاورة الشاه عباس الأول الذي كان يرغب في ضم البحرين إلى السلطة الصفوية، فتقدمت الجيوش الصفوية فباغتت البحرين وألحقت هزيمة بالقوات البرتغالية ودخلها اللهوردي خان وسيطر على البحرين، وعندما حاول البرتغاليون تشكيل أسطول لاستعادة البحرين قام اللهوردي بالإغارة على قاعدتهم العسكرية في جمبرون مما جعل البرتغاليين يفرون إلى هرمز ويتركون البحرين.

### استعادة بندر عباس
بعد أن خرجت البحرين من هيمنة البرتغاليين إلى الحكم الصفوي، بدأت سمعة البحرية البرتغالية بالاضمحلال، ففي سنة 1608 حاصرت قوات الشاه مركزهم في هرمز، وطوقوا ميناء جمبرون، فتعرض البرتغاليون بعدها لعسر شديد. وفي سنة 1613 حاول خان لار أن يحتل ميناء جمبرون التي يسيطر البرتغاليون عليها وعززوها لتكون وقاء ضد محاصرة هرمز من البر. فهاجموا قوات خان لار، بيد أن السفينة التي كانت تقل قائدهم اشتعلت بها النيران فانفجرت، فواصل خلفه العمليات حتى طرد المهاجمين. وقد اعتذر الشاه لنائب الملك في الهند عن عمل خان لار معتبرًا أنه عمل غير مسئول. إلا أن ميناء جمبرون لم يدم طويلا بيد البرتغاليين، إذ خرج من أيديهم سنة 1615م بعد حصار الفرس للميناء دام بعض الوقت. فجرى هدم القلعة البرتغالية فيها، وبنى الشاه ميناء جديد سمي بندر عباس، فيما هربت حامية المدينة إلى القلعة البرتغالية في مسقط.

### عمليات أخرى
في سنة 1619 أو 1620 نجح الفرس في طرد البرتغاليين من جلفار على الساحل الغربي، وقد ساعدهم بعض العرب في الهجوم، وأصبح إمداد هرمز بالماء أمرًا بالغ الصعوبة. وبعد هزيمتهم في معركة جسك يوم 28 ديسمبر 1620 أمام الإنجليز، وفقدانهم أهم مصدر من مصادر تموينهم بالماء والمؤن، قام البرتغاليون بانشاء قلعة قشم الحصينة لضمان إمداد هرمز بالمياه.

### الاستيلاء على هرمز
بعد أن نجح الصفويون في طرد البرتغاليين من البحرين ثم جمبرون، أخذ مركز البرتغاليين الحصين في هرمز يتعرض لهجمات متكررة، وعلى الرغم من أنهم نجحوا بالتصدي لتلك الهجمات، ولكن بدا أن هذا المركز آخذ بالإنهيار السريع، خاصة حين اتفق الشاه عباس مع الإنجليز في الإطاحة بالنفوذ البرتغالي. ولكن بسبب ضعف قوتهم البحرية طلب إمام قولي خان حاكم شيراز -بإيعاز من الشاه- من الإسطول الإنجليزي المساعدة في تحرير هرمز، وبدأ بالضغط عليهم بالتهديد في إلغاء الامتيازات الاحتكارية لشركة الهند الشرقية. فوجد ممثلو الشركة أنفسهم في ورطة حقيقية لعدم رغبتهم بمحاربة البرتغاليين، وليست لديهم الرغبة في فقدان مصالحهم التجارية الاحتكارية المربحة في إيران. فوافقوا على الطلب ولكنهم حددوا شروطًا معينة مقابل طرد البرتغاليين من هرمز وتسليمها لهم، وهي: تقاسم غنائم هرمز بالتساوي، وتقاسم الرسوم الجمركية العائدة من مرور التجارة في هرمز بينهما، وأن يقوم الإنجليز بالتجارة في هرمز بعد تسليمها للصفويين بدون رسوم جمركية، وأن تعفى تجارتهم من الضرائب في ميناء بندر عباس القريب من هرمز. وافق الشاه عباس على الشروط بعد إدخال بعض التعديلات فيها، فوقع الاتفاق ممثل شركة الهند الشرقية الإنجليزية في إصفهان السير مونكس وإمام قلي خان أحد قادة الشاه عباس في 8 يناير 1622م. وعرفت باسم اتفاقية ميناب.
أحس البرتغاليون بأن وجودهم بالخليج بات مهددًا بالزوال نتيجة للوجود الإنجليزي هناك، واحتمال تعاونهم مع شاه فارس القوي الذي لابد أن يقوم عاجلا أو آجلا بطردهم. لذلك فقد قام ملك إسبانيا بتعيين ضابط برتغالي قدير وهو روي فيريرا لقيادة القوات في هرمز. وقد وصل هرمز يوم 20 يونيو 1620، فقام ببناء قلعة وقاعدة بحرية متقدمة في قشم بتاريخ 7 مايو 1621.
أرسلت شركة الهند الشرقية في سورات خمس سفن بحرية وأربعة بوارج يوم 19 يناير 1622م لمساعدة الصفويين في الاستيلاء على جزيرة هرمز، وكانت القوات الفارسية مرابطة في جمبرون ومعها عدد كبير من السفن المحلية للمساندة، حيث توجهوا إلى قشم أولا، فهاجموا قلعتها يوم 27 يناير، فاستسلم جنودها لأنه لم يصلهم أي عون من هرمز. فاستولوا على 17 مدفعًا وأسر حوالي 1000 شخص، بينهم فيريرا الذي لم يسلم للفرس حسب الاتفاقية، حيث أُرسِل ومعه أربعة من مساعديه إلى سورات. ثم أبحرت السفن الإنجليزية ومعها نحو 200 مركب فارسي من جمبرون ورست بالقرب من هرمز في 9 فبراير 1622 واتخذت مواقعها، وفي اليوم التالي نزلت القوات الفارسية وأخذت مواقعها حول المدينة دون مقاومة، وبدأت العمليات ضد قلعة هرمز من البر، وكان التقدم بطيئًا جدًا، وأبدى البرتغاليون رغم قلتهم وتفشي المرض بينهم دفاعًا باسلًا. وفي 24 فبراير أشعل الإنجليز النار في السفينة القائدة للبرتغاليين «سان بيدرو» ودمروها. وفي 17 مارس استطاع لغم فارسي أن يحدث ثغرة في سور القلعة، ولكن استطاع المدافعون أن يصدوا الهجوم الفارسي وتكبيده خسائر كبيرة. ثم عمد البرتغاليون المحاصرون إلى إحراق المدينة لمنع احتماء الفرس.
وكاد الجيش الفارسي أن يتعرض لمجاعة بسبب نقص المياه والإمدادات، كما كان تسليحه سيئا جدًا، فلديهم نقص كبير من السلاح والتجهيزات. وخرق قائدهم الاتفاق مع الإنجليز أكثر من مرة باتصالاته المنفردة مع البرتغاليين، وعقده اجتماعات معهم دون ابلاغ الإنجليز بذلك. ومع بداية شهر أبريل أخذت الحامية البرتغالية تعاني من الأمراض ونقص في التموين. وفي 14 و17 أبريل فتحت الألغام ثغرات جديدة، فقاموا بهجوم كبير، ولكن استطاع البرتغاليون ومن معهم أن يصدوهم. وظل الفرس يومهم كله محتشدين تحت لهب الشمس دون ماء أو طعام، وكان كافيًا أن يقتل نصفهم. ثم قاموا بهجوم آخر يوم 18 أبريل ولكنه فشل. وفي 19 قاموا بهجوم جديد استطاعوا أن يحتلوا باحة الحصن وتراجع البرتغاليون إلى المعاقل الداخلية للقلعة.
وفي يوم 21 أبريل أرسل قائد الحامية البرتغالية إلى الإنجليز، يطلب فيها وساطتهم مع القائد الفارسي، قال أنه سيستسلم إلى الإنجليز. فتم الاتفاق على هدنة يومين لوضع صيغة للشروط. وفي 23 أبريل سلم البرتغاليون أنفسهم للإنجليز واشترطوا أن ينقلوا إلى مسقط أو الهند، وأنزل العلم البرتغالي من على قلعة ألبوكيرك بعد أن ظل يرفرف عليها أكثر من 100 عام.

### مابعد هرمز
سعى الفرس بعد نجاحهم في هرمز أن يتبعوها بنجاح آخر، فاحتلوا صحار وخور فكان. غير أن القائد روي فيريرا الذي هرب من الأسر تمكن من إعادة استئناف عمليات القوات البرتغالية ضد الفرس، فأبحر إلى صحار وتمكن من التوغل بمشاته ومدفعيته إلى داخل المدينة، واحتل سوقها الذي يقع قبالة القلعة الفارسية، ففتح على سورها نيران مدافعه فتهدمت بفعل القذائف، فاستسلم من كان بداخلها. ومن هناك أبحر إلى خور فكان، فعلم أن قائد حصنها الفارسي هو قريب لعلي كمال الذي كان يتعاون مع البرتغاليين، فأقنعوه بالاستسلام دون قتال. ثم توجه نحو دبا حيث توجد بها حامية فارسية قوية. وعندما استقبله الحاكم العربي للمدينة أخبره بأنه حالما علم بوجود البرتغاليين في خور فكان فإنه هاجم الحامية الفارسية وقتلهم. فثبته فيريرا حاكما على المدينة شرط أن يقوم بجمع إيرادات المدينة وإرسالها له. ثم توجه فيريرا نحو منطقة رأس مسندم المنيعة، فقرر أن يتخذها قواعد لإسطوله، فدمر قرى أخرى بين جاسك وجمبرون على الساحل الفارسي. وأخيرًا حاول قطع المؤن عن هرمز، إلا أن قواته أضعف من أن تفرض حصار طويل على هرمز أو شن هجوم مباشر عليها. وقد قام البرتغاليون بمحاولة لاسترداد هرمز سنة 1625 ولكنهم فشلوا، لذا عقدوا في نفس السنة صلحا مع الشاه عباس اعترفوا فيه بانتقال هرمز وقشم إليه مقابل نصف عوائد الجمارك في كنجي تكون لهم.

## حصار البصرة

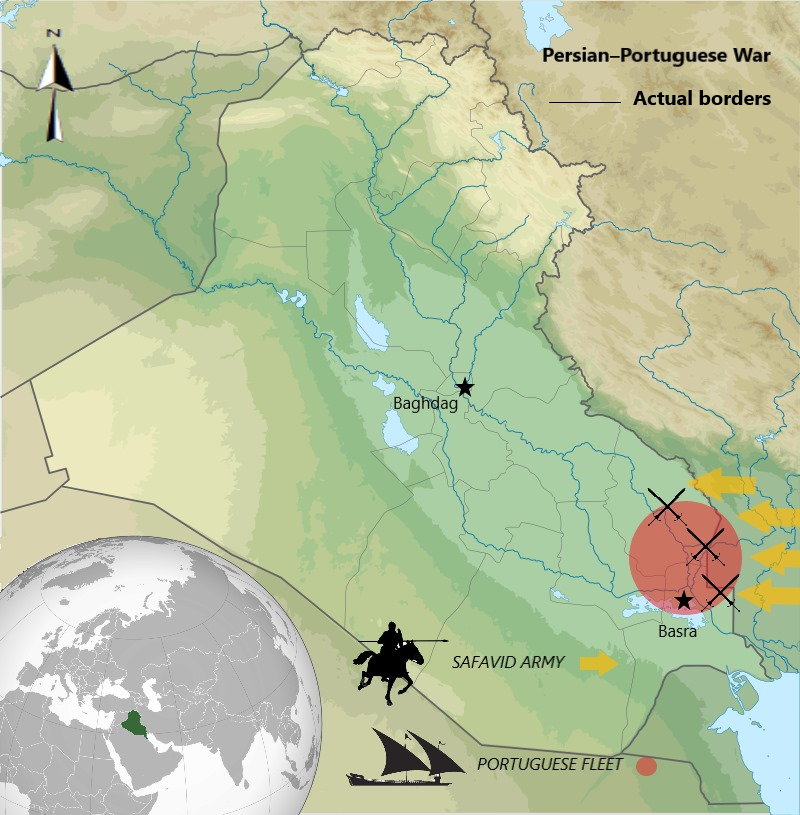
حصار البصرة 1624 _الهيمنة البرتغالية لجنوب العراق وممتلكاتها في الكويت.

بعد سقوط بغداد (1624) كان للشاه عدة مبررات لاحتلال البصرة، منها اقتصادية خاصة بعد نقل البرتغاليين نشاطهم التجاري من هرمز إلى البصرة، وسيطرتهم على تجارة الاحساء والقطيف، وقد أدى هذا الوضع إلى قيام الصفويين بفرض حصار بري على المدينة ومحاولة الاستيلاء عليها. فأرسل والي البصرة «علي باشا أفراسياب» إلى البرتغاليين بطلب مساعدتهم، مدركًا حالة الخلاف القائمة بينهم وبين الشاه عباس. وقد وافقوا على مساعدته لحماية مركزهم التجاري في البصرة، لأنهم مدركون أن سيطرة الشاه على جنوب العراق تعني القضاء على تجارتهم في الخليج العربي.
أمر الشاه عباس في 1624م/1033هـ حاكم شيراز إمام قلي خان بالتحرك لاحتلال البصرة مرورًا بقبان في الأحواز، وكونها قريبة من الحدود فقد كانت القبان أول القرى التي حاصروها، ولكن قصفتهم السفن البرتغالية فارتدوا راجعين. وكرر علي باشا طلب المعونة من العثمانيين، إلا أن أمله كان ضعيفًا، لأن الصفويين قد قطعوا طريق دجلة والفرات. ولكن وصلته معونة غير منتظرة تتألف من 5000 من أعوان والي الحويزة منصور المشعشعي الفارين من إمام قلي. وما أن حل مارس 1625م/1035هـ حتى كرر إمام قلي خان هجومه على البصرة، وكانت قوة علي باشا صغيرة، فأعار البرتغاليون للباشا 5 سفن مسلحة بعد أن دفع لهم ما أرادوا، وقسمت القوة البحرية حيث رافقت ثلاث سفن علي باشا إلى القرنة حيث كان متوقعا أن يعبره الفرس. وانحدرت اثنتان منهما إلى الجنوب لوقف أي تقدم قد يحدث في تلك الجبهة. إلا أن أمرًا قد طرأ على تلك الحملة، وهو انسحاب القوات الصفوية فجأة تاركة كل شيء حتى آلات المعسكر من دون أن تطلق طلقة واحدة. ومن المحتمل أن سبب الانسحاب هو حدوث اضطراب في شيراز أو ورود أمر من إصفهان، فجرى إنقاذ البصرة للمرة الثانية.
وفي 1628م/1037هـ وقيل 1629م/1039هـ قام إمام قلي خان بمحاولة ثالثة للهجوم على المدينة، فسارع علي باشا إلى تجميع قواته وطلب المساعدة من العشائر المحيطة بالبصرة لمواجهة الهجوم، ثم عمد إلى كسر سدود المياه التي تحفظ المدينة من الغرق، فغمرت المياه البطاح المحيطة بالمدينة، فساهم ذلك بقوة بمنع أي اختراق صفوي على المدينة. بالإضافة إلى ذلك أدت وفاة الشاه عباس الأول إلى انسحاب القوات الفارسية عن البصرة. ومع ذلك فقد بقي علي باشا خارج المدينة لمدة 3 أشهر خوفا من أن يكون انسحاب القوات الفارسية هي مجرد خدعة عسكرية ليعاودوا الهجوم مرة أخرى، ولكنها كانت الأخيرة.
وبعد ذلك عقد روي فيريرا حاكم مسقط العسكري البرتغالي معاهدة مع الفرس وافق فيها على عدم إرسال سفنه الحربية إلى البصرة والقطيف لمساعدة الأتراك، وكذلك تقسيم عوائد بندر كنجي بنسبة 50%، بالمقابل وافق الفرس على عدم التعرض للقواعد البرتغالية الموجودة في رأس مسندم وخاصة مدينة خصب، كما اتفق الطرفان على أن يقوم كل منهما ببناء قلعة أو قلعتين في مدينة جلفار.